# 추포 가보르
추포 가보르(헝가리어: Csupó Gábor, 1952년 9월 29일 ~ )는 헝가리 출신의 애니메이터, 영화 감독이다. 아동 애니메이션 《야! 러그래츠》와 디즈니 영화 《비밀의 숲 테라비시아》(2007)와 《문 프린세스: 문에이커의 비밀》(2008)을 연출했다. 부다페스트 출신이다.

## 출연 작품
- 문프린세스: 문에이커의 비밀 (2008)
- 비밀의 숲 테라비시아 (2007)
- 이민자들 (2005)
- 밀크 (2005)
- 야!러그래츠 : 무인도 대모험  (2003)
- 쏜베리의 가족 탐험대 - 극장판 (2002)
- 야러그래츠 : 파리 대모험 (2000)
- 로켓 파워 (1999)
- 야러그래츠 (1998)
- 러그래츠 - 시리즈 (1991)
- 심슨 가족 (1989)